# Coppa Danimarca
La Coppa Danimarca (in tedesco Coupe Dänemark), anche nota come Dama Bianca (in francese Dame Blanche), è un dessert a base di gelato alla vaniglia, cioccolato fuso e panna, diffuso su tutto il territorio europeo, specialmente in Svizzera, le cui origini sono tuttora dibattute.

## Storia
La paternità del dolce, pur non essendo del tutto certa, viene spesso attribuita ad un ristorante di Copenaghen. Alla richiesta di un dolce da parte di un cliente di un ristorante del parco divertimenti di Tivoli negli anni '20, lo chef, trovandosi sprovvisto di un dessert da poter offrire, propose del gelato alla vaniglia ricoperto di salsa di cioccolato fondente fuso al momento e panna. Il dessert entrò subito nel menù del ristorante, dato il grande successo che venne riscontrato, per poi diffondersi nel resto del continente.